# Pedro Sanjuán Nortes
Pedro Sanjuán Nortes (San Sebastian, 15 november 1886 – Washington, D.C., 18 oktober 1976) was een Spaans componist, muziekpedagoog en dirigent.

## Levensloop
Sanjuán Nortes studeerde onder andere bij Joaquín Turina Pérez en bij Perez Casas aan het Real Conservatorio Superior de Música de Madrid en aan de La Schola Cantorum in Parijs bij de leraren rond Vincent d'Indy.
In 1920 werd hij dirigent van de Banda de la Casa Real española later in Cuba ook de Banda de Alabarderos.
In Spanje won hij een Premio Nacional voor zijn compositie Liturgia negra.
Hij was bezig als dirigent in diverse Europese steden. In 1923 vertrok hij naar Havana, waar hij in 1924 het Orquesta Filarmónica oprichtte en hiervan dirigent werd. Deze werkzaamheden in Cuba werden van 1932 tot 1936 onderbroken door een verblijf in Madrid. Als dirigent van het Orquesta Filarmónica bleef Sanjuán Nortes tot 1942 bezig. In 1942 werd hij professor voor compositie aan het  Converse College in Spartanburg (South Carolina).
Tot zijn leerlingen behoren Alejandro Evelio García Caturla (1906-1940) en Amadeo Roldán y Gardes (1900–1939), Angel Reyes Camejo (1889-?), Julio Brito (1908-1968), Arturo Bonachea (1897-?), Félix Guerrero, Gilberto Valdés en Alfredo Diez Nieto (1918-).

## Composities

### Werken voor orkest
- 1908 Afrodita, poema sinfónico
- Boceto sinfónico
- Changó
- El Dragón de Fuego obertura para una comedia de Jacinto Benavente
- Liturgia negra
- Paisajes y Lugares
- Poema pastoral
- Rondó fantástico
- Sones de Castilla, voor kamerorkest
- Sulelka

### Werken voor harmonieorkest
- 1942 Canto Yoruba
- 1958 Antillean Poem

### Vocale muziek
- Baile de pandero
- Campesina, voor zangstem en orkest
- Castilla, voor zangstem en orkest
- Ronda o Canto de trilla

### Werken voor piano
- 1929 La Torre de los Lujanes, vier schilderijen

### Werken voor gitaar
- 1923 Una leyenda